# Тарчинський Андрій Миколайович
Андрі́й Микола́йович Тарчи́нський (8 лютого 1974, — 19 вересня 2023, у м. Херсон, Херсонська область) — старший сержант національної поліції України, миротворець у Боснії та Герцеговині й Косово, доброволець, учасник російсько-української війни. Чоловік та батько двох дітей.

## Життєпис
Тарчинський Андрій Миколайович народився 8 лютого 1974 року у місті Херсон де й проживав.
Служив в армії, брав участь у бойових діях у Боснії та Герцеговині.
У 1995 році почав працювати у патрульно-постову службу міста Херсон.
В 2001-му році, в складі миротворчої місії поїхав у Косово.
У 2014 році, після анексії Криму Росією, добровільно записався у батальйон патрульної служби міліції особливого призначення «Херсон».
Під час однієї з операцій, разом із 30-ма бійцями батальйону «Херсон», увійшли 23 серпня в місто Іловайськ, Донецької області де зайняли позиції у школі № 14. Згодом перейшли у залізничне депо. Разом із бійцями батальйонів «Донбас» і «Миротворець» героїчно тримали оборону під час чого Тарчинський Андрій отримав бойове поранення. Успішно вийшов з Іловайського котла.
Після лікування і реабілітації Андрій Тарчинський продовжив службу у лавах батальйону «Херсон» де мав постійні відрядження у зону АТО. Після повернення із зони АТО Андрій перевівся на службу поліцейським із реагування патрульної поліції сектору поліцейської діяльності на воді Херсонського районного управління поліції.
Вранці, 19 вересня 2023 під час артиллерийского обстрілу по місту, Андрій знаходився поруч з місцем влучання на патрулюванні. Тоді артилерійський снаряд впав на вулиці Нафтовиків поруч з тролейбусом (бортовий номер 501) що був на маршруті № 9. Від отриманих поранень Андрій загинув.

## Нагороди
Був двічі нагороджений відзнаками Президента України та нагрудними знаками МВС України. Останнім часом Андрій був поліцейським реагування патрульної поліції сектору поліцейської діяльності на воді в Херсонській області.

## Вшанування пам'яті
- У місті Херсон, вулицю Молодогвардійську перейменували на вулицю Андрія Тарчинського[1].